# Sicklauddsbron

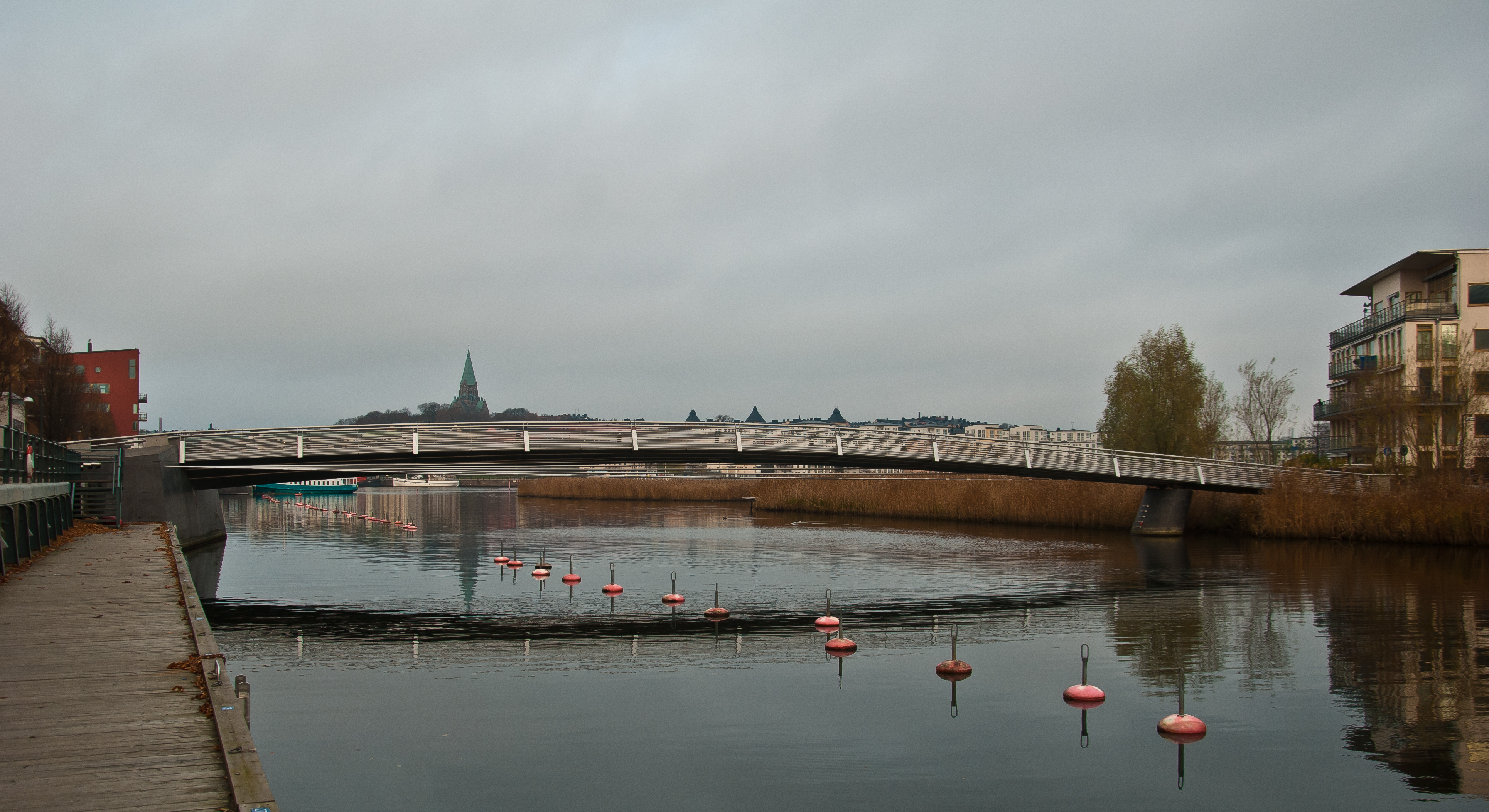
Sicklauddsbron, vy mot nordväst i november 2011.

Sicklauddsbron (även kallad Apatébron) är en gång- och cykelbro från 2002 över Sickla kanal i Hammarby sjöstad i Stockholm. Inför bygget anordnades 1998 en internationell arkitekttävling. Vinnande förslag, som också utfördes, var "Bro Apaté", därför alternativnamnet Apatébron. Förslaget hade utformats av Erik Andersson, Jelena Mijanovic och Magnus Ståhl. Den färdiga bron fick både det svenska Stålbyggnadspriset och European Steel Design Award 2003.

## Konstruktion
Bron har 2,6 meter segelfri höjd vid medelvattenstånd. Hela brokroppen är hopsvetsad av upp till 25 millimeter tjocka plåtar av rostfritt stål som sedan har glasblästrats. Den utanpåliggande spännarmeringen är infäst i södra sidans tunga konstruktion så att brospannet vilar lätt på upplaget i Sicklakanalens vassbälte. Bron fungerar som en enkelspänd centralt placerad bärbalk som tillsammans med draglinor upptar den vertikala belastningen. 
Genom att låta balkhöjden ha sin största höjd vid kajen och minska successivt mot parkstranden löstes den asymmetriska situationen. Bron är tillverkad i Trollhättan och kom till Stockholm i tre delar på långtradare. Kajens betongfundament är infärgat med svart järnoxid och har en ballast av diabas. Brobanan är belagd av ett lager gjutasfalt med inblandning av silversand.

## Bilder

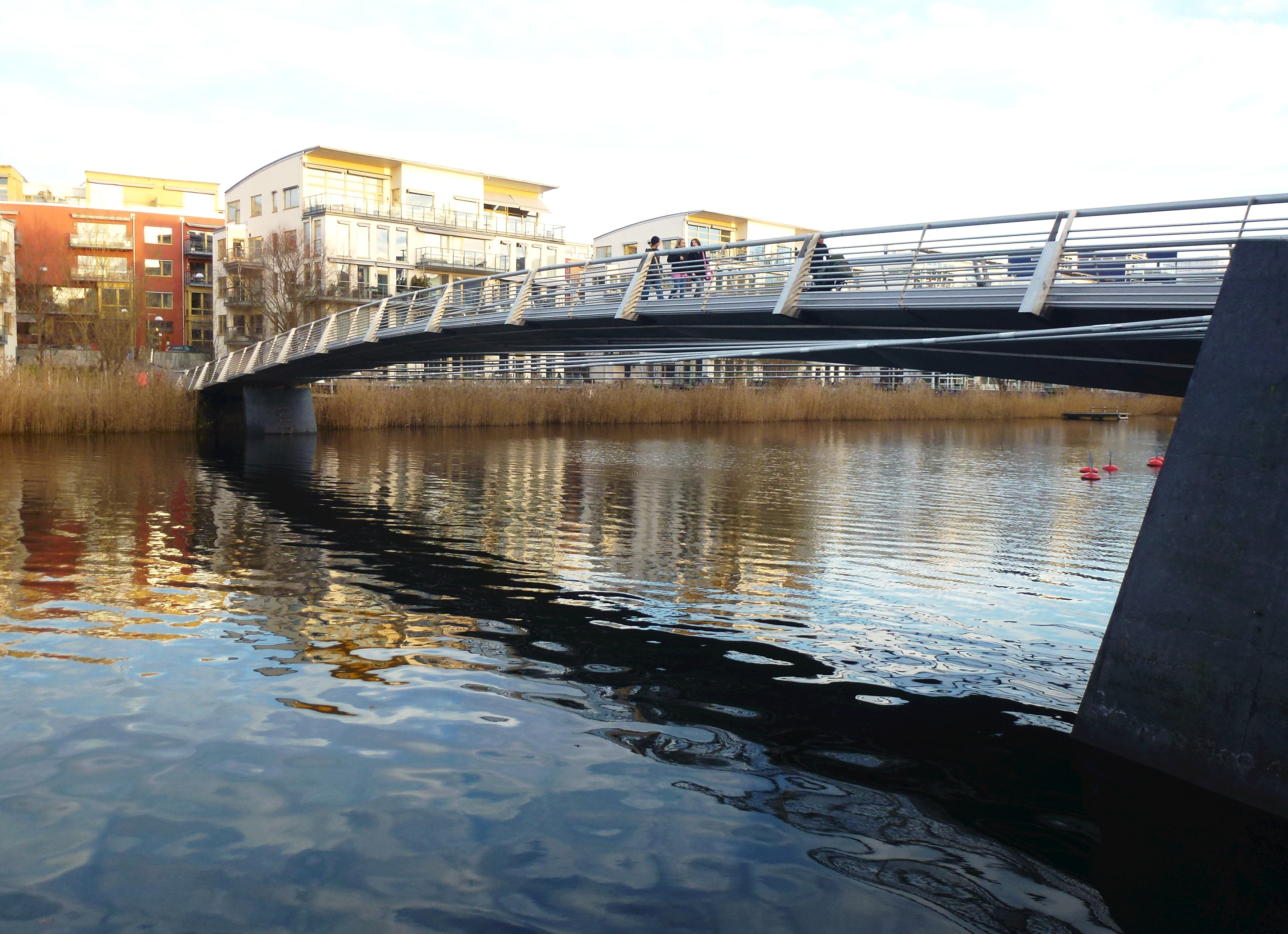
Sicklauddsbron, vy mot norr, 2013.
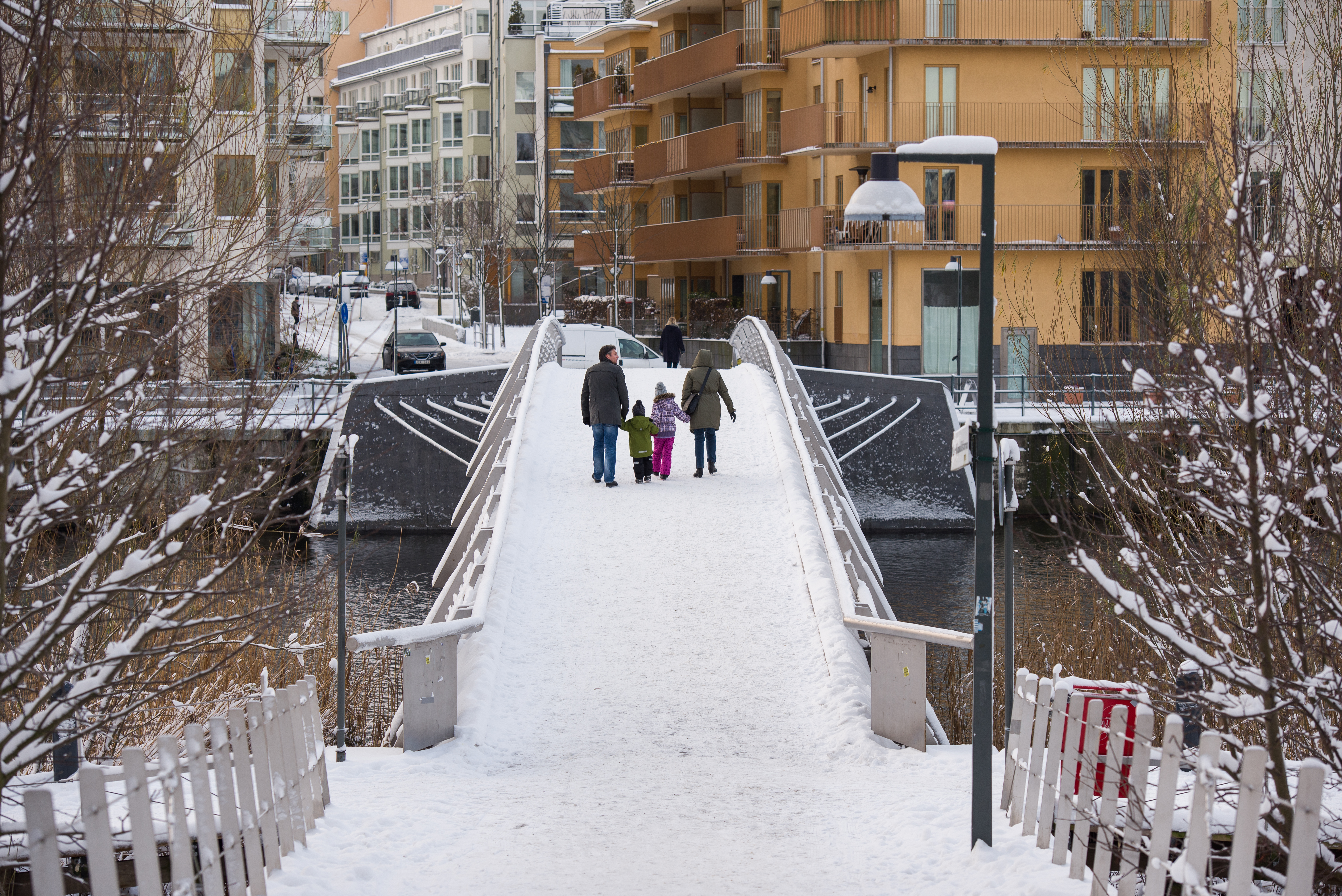
Bron sedd från Sickla udde.
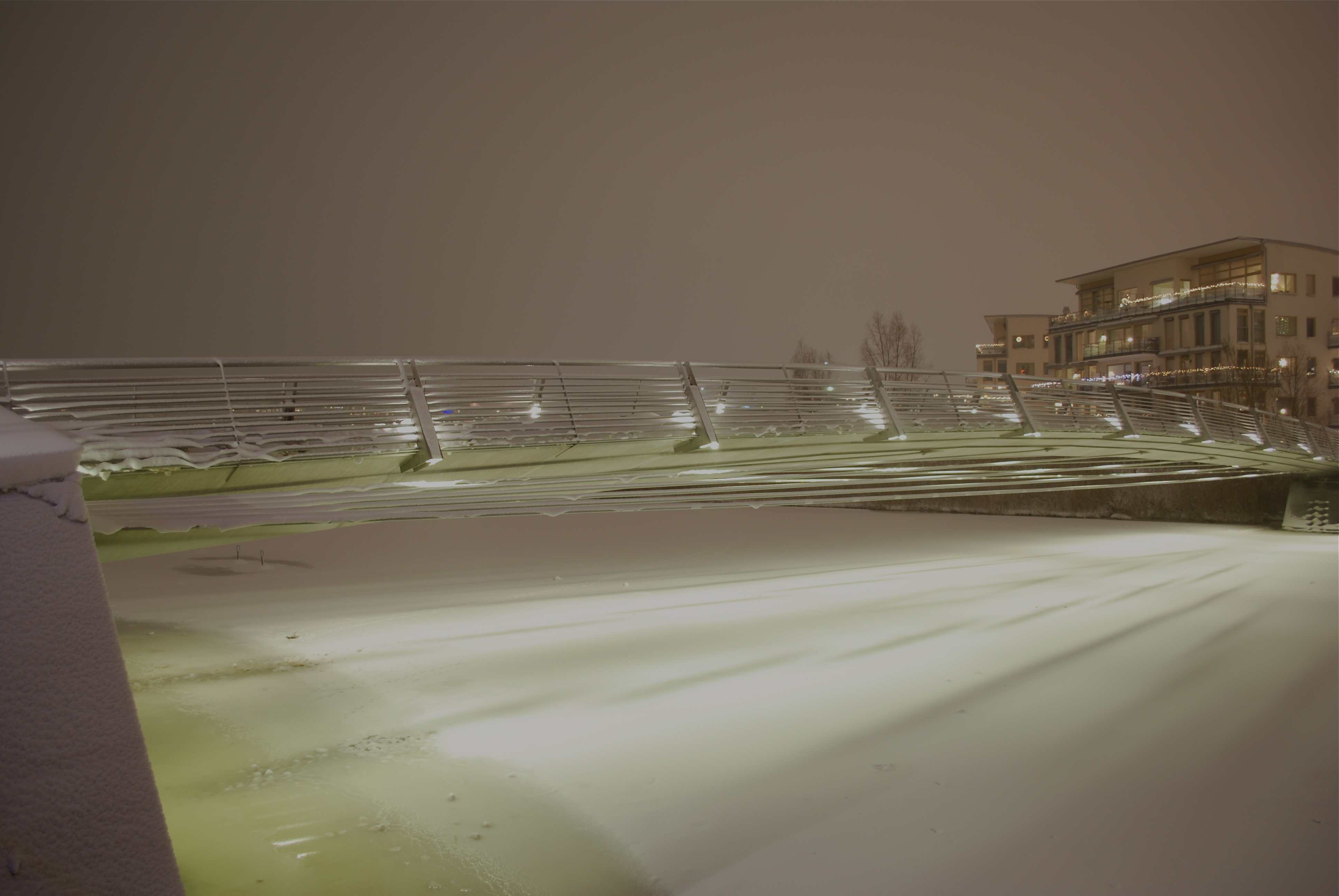
Bron i december 2010.
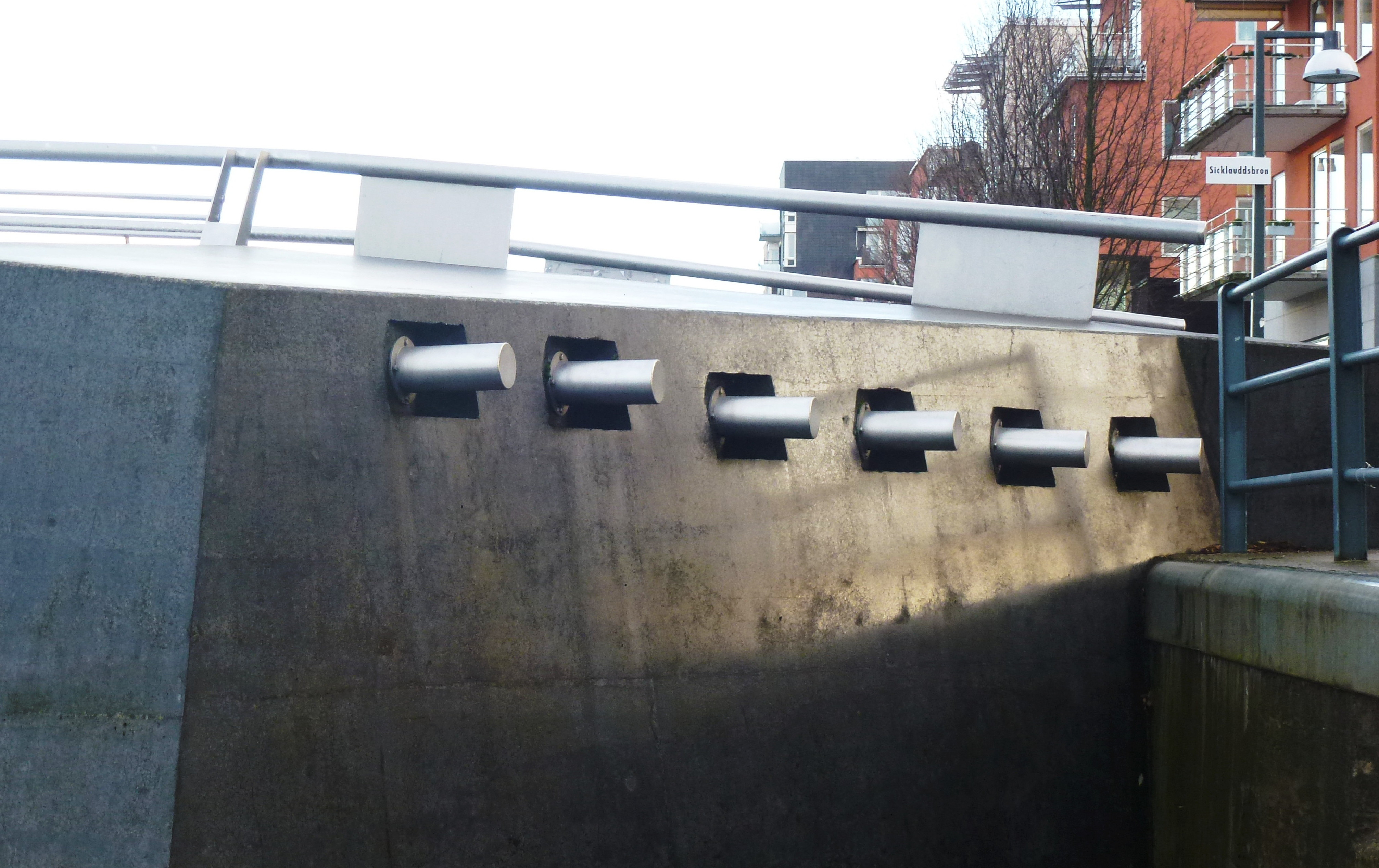
Spännarmeringens infästning.